# Zach Moss
Zacherie Marquis Moss, detto Zach (Pompano Beach, 14 luglio 1981), è un ex cestista statunitense.